# Jörgen Westerståhl

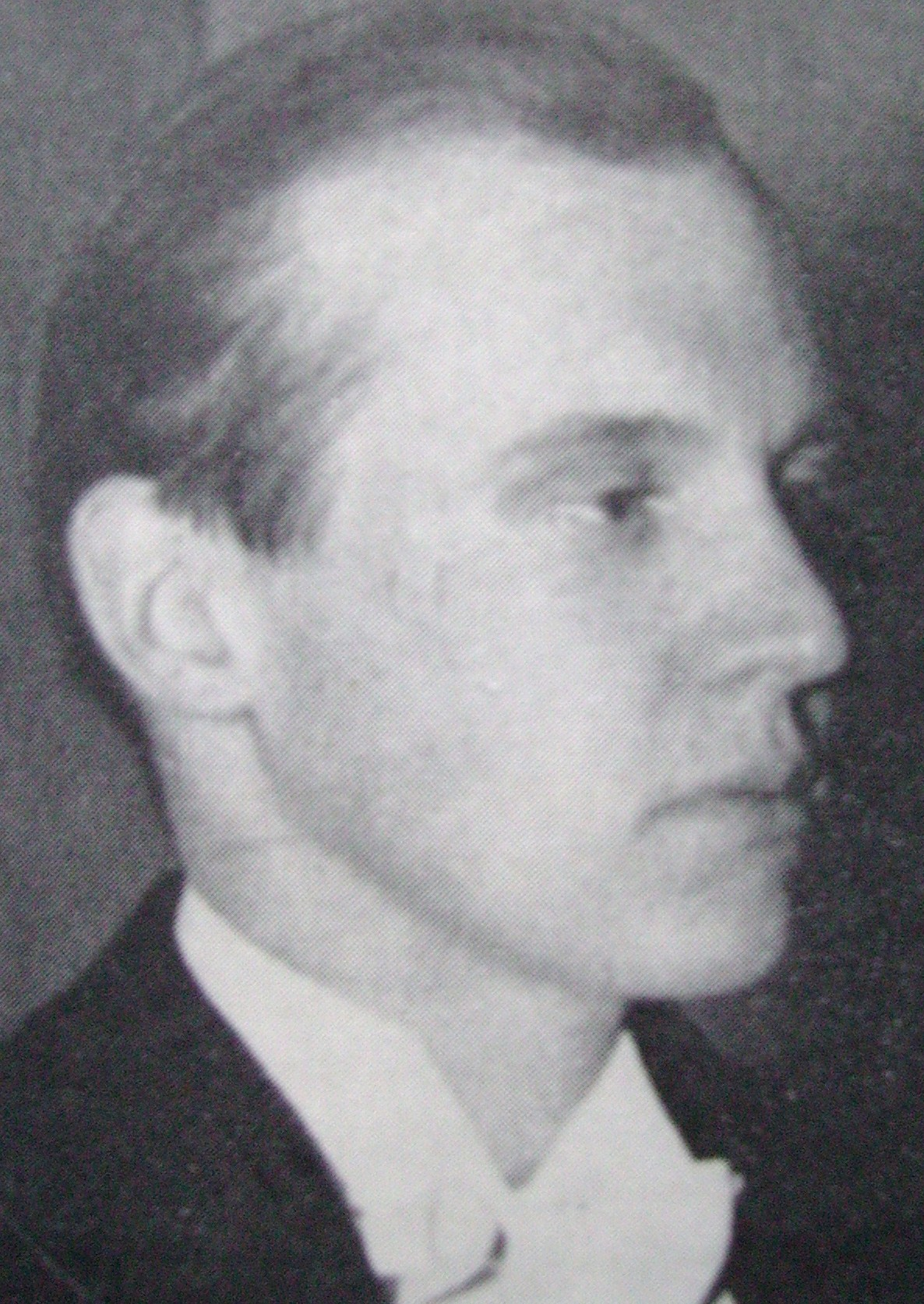
Jörgen Westerståhl på 1950-talet.

Jörgen Westerståhl, född 25 januari 1916 i Gustav Vasa församling i Stockholm, död 9 mars 2006 i Vasa församling i Göteborg, var en svensk statsvetare. 

## Biografi
Westerståhl uppbar en professur vid Göteborgs universitet i statsvetenskap 1952 till 1982. Han var dotterson till Hjalmar Branting, son till Sonja Branting-Westerståhl. Westerståhl spelade en framträdande roll för introduktionen av modern, beteendeinriktad statsvetenskap baserad på kvantitativa data i Sverige. 
Westerståhl ägnade stort intresse åt valsociologi och har skrivit om bl. a. nyhetsförmedling och opinionsbildning i massmedia. Han introducerade 1954 de stora undersökningar av väljare som blev grunden för det svenska Valforskningsprogrammet. Westerståhl var även ledande inom metodutveckling för kommunforskning. 
Efter hans gärningar vid Göteborgs universitet har en av universitetets gårdar uppkallats till hans ära. Varje år anordnar Statsvetenskapliga institutionen i Göteborg ett seminarium uppkallat efter Westerståhl.
Westerståhl var sekreterare i författningsutredningen 1954-63 och från 1973 ledamot av Kungliga Vetenskapsakademien.